# Onthotrupes onitidipes
Onthotrupes onitidipes är en skalbaggsart som beskrevs av Bates 1887. Onthotrupes onitidipes ingår i släktet Onthotrupes och familjen tordyvlar. Inga underarter finns listade i Catalogue of Life.